# Maria Adelaide von Savoyen

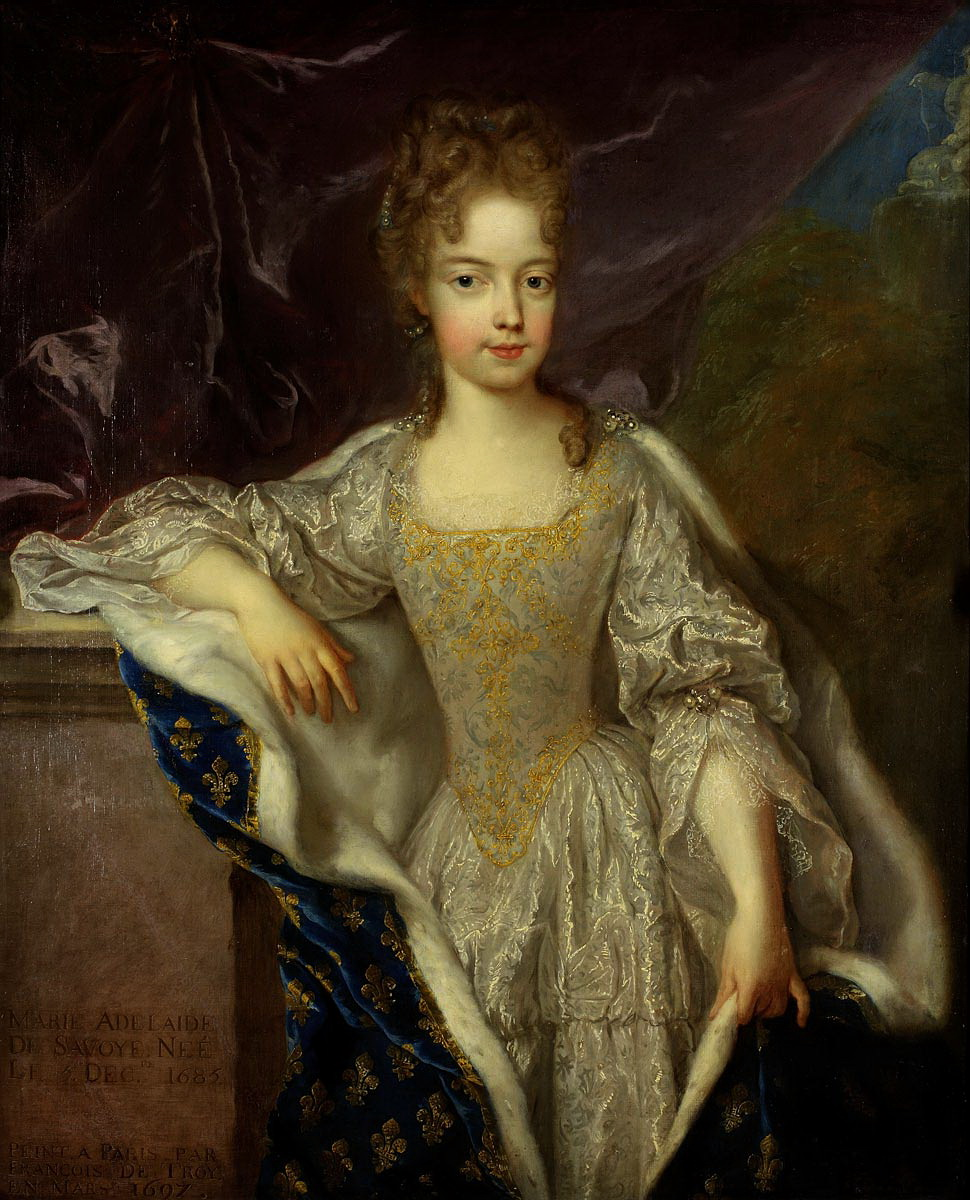
François de Troy: Marie Adélaïde von Savoyen als Herzogin von Burgund, um 1700, Puschkin-Museum, Moskau

Maria Adelaide von Savoyen (französisch: Marie-Adélaïde de Savoie, * 6. Dezember 1685 in Turin; † 12. Februar 1712 im Schloss Versailles) war aufgrund ihrer Abstammung von Geburt an Prinzessin von Savoyen sowie aufgrund ihrer Heirat mit Louis, dem ältesten Enkel des französischen Königs Ludwig XIV., seit 1697 Herzogin von Burgund und seit 1711 Dauphine von Frankreich. Sie war die Mutter des Königs Ludwig XV. 1712 starb sie im Alter von nur 26 Jahren an Masern.

## Abstammung und Kindheit
Maria Adelaide war die älteste Tochter von Viktor Amadeus II., Herzog von Savoyen, und dessen erster Frau Anne Marie d’Orléans. Damit war sie mütterlicherseits Enkelin des Herzogs Philippe I. d’Orléans und Großnichte des französischen Königs Ludwig XIV. Bei ihrer Geburt wäre ihre Mutter fast gestorben. Ihre Taufpaten waren ihre Großmutter väterlicherseits, Maria Johanna von Savoyen, und Emmanuel Philibert von Savoyen-Carignan.
Entgegen dem damaligen Brauch wurde Maria Adelaide von ihrer Mutter selbst erzogen. Sie hatte zu ihrer Mutter wie auch zu ihrer Großmutter Maria Johanna eine enge Beziehung. Ihre Gouvernante war die Gräfin Dunoyer. Ihre jüngere Schwester Maria Luisa Gabriella sollte 1701 Philipp V. von Spanien heiraten. Maria Adelaide hatte noch weitere Geschwister, u. a. Karl Emanuel III., der 1730 König von Sardinien-Piemont wurde.

## Heirat

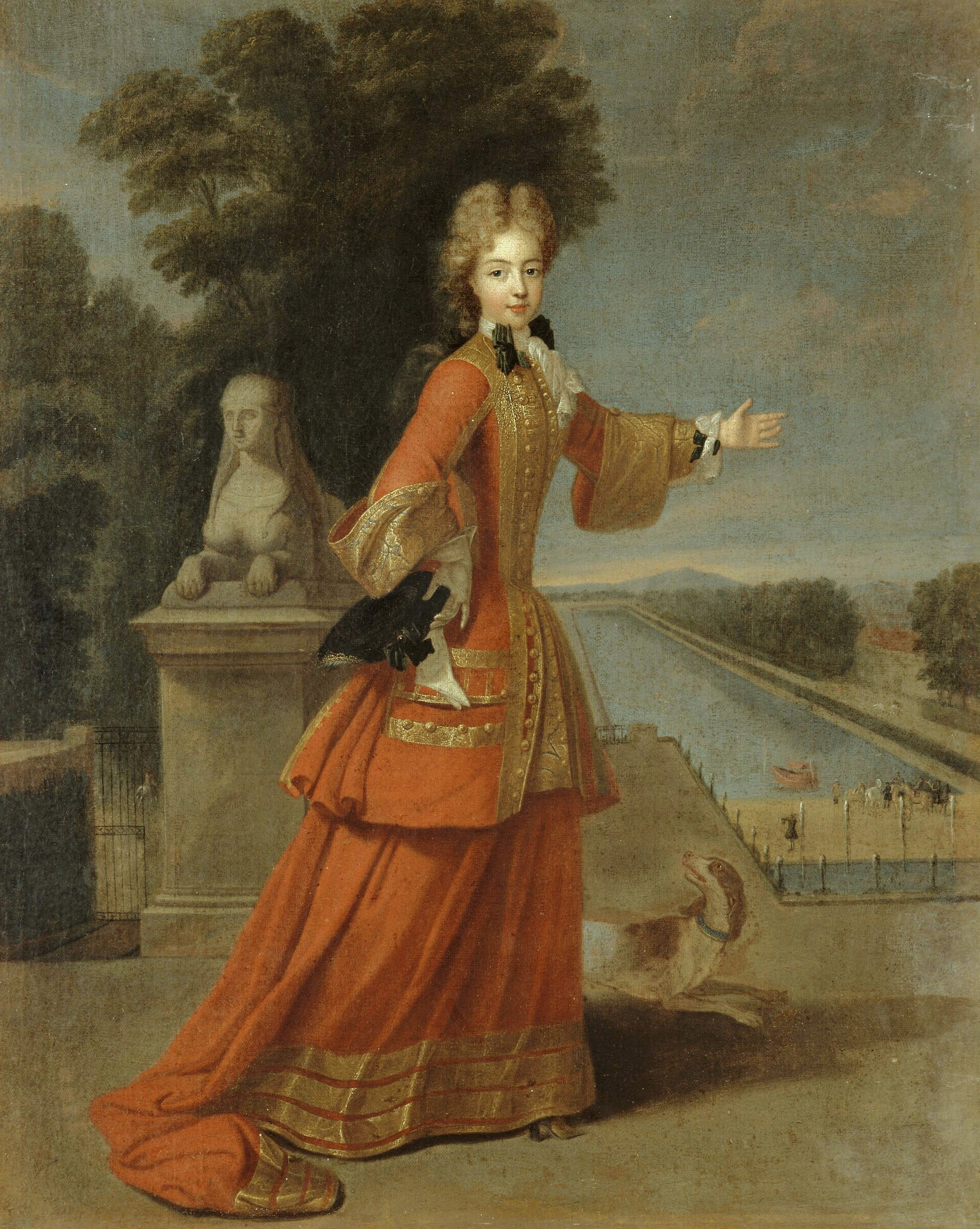
Pierre Gobert: Marie Adélaïde von Savoyen im roten Reitkostüm, 1704, 76 × 60 cm, Schloss Versailles

Zuerst wollte Viktor Amadeus II. seine älteste Tochter mit dem Erzherzog Joseph vermählen, doch wegen deren zu jugendlichem Alter lehnte Kaiser Leopold I. ab.
1696 suchte Ludwig XIV. den Pfälzischen Erbfolgekrieg zu Ende zu bringen und zu diesem Zweck mittels Friedensgesprächen Viktor Amadeus II. als ersten Monarchen aus der feindlichen Koalition herauszulösen. Nach harten Verhandlungen kam im zunächst geheim gehaltenen Vertrag von Turin, der am 29. Juni 1696 unterzeichnet wurde, ein Separatfrieden zwischen dem französischen König und dem Herzog von Savoyen zustande, der unter anderem die Vermählung von Marie Adelaide mit Louis de Bourbon, duc de Bourgogne, vorsah.
Am 15. Oktober 1696 überschritt Marie Adelaide bei Le Pont-de-Beauvoisin den Grenzfluss Guiers, der Savoyen von Frankreich trennte, ohne ein Gefolge mitzunehmen. Der Herzog de Brionne holte sie mit einer Kutsche ab und reiste mit ihr ins Landesinnere. Am 4. November 1696 wurde sie von König Ludwig XIV. persönlich in Montargis südlich von Paris erwartet. Er war von dem geistreichen und ausgelassenen elfjährigen Mädchen begeistert und schrieb seiner Lebensgefährtin (und heimlichen Gemahlin), Madame de Maintenon, dass Marie Adelaide sehr anmutig und gut gewachsen sei, lebhafte Augen und schöne schwarze Haare habe und dass sie sich ihm gegenüber ausgesprochen höflich und manierlich benommen habe.
Da Marie Adelaide noch zu jung war, wurde sie zunächst nicht verheiratet und von ihrem künftigen Gemahl ferngehalten. Sie besuchte zur weiteren Ausbildung die von Madame de Maintenon 1684 gegründete Mädchenschule Maison Royale de Saint-Louis in Saint Cyr bei Versailles. Zum gesetzlich frühestmöglichen Zeitpunkt (7. Dezember 1697) fand sodann die Hochzeit der gerade erst 12-jährigen zukünftigen Dauphine mit dem Herzog von Burgund, dem ältesten Sohn des Grand Dauphin, mit großem Prunk in Versailles statt. Die Braut trug dabei ein silbernes, mit Rubinen übersätes und mit einer 8 Meter langen Schleppe versehenes Kleid. Die Ehe wurde wegen der Jugend der Braut vorläufig noch nicht vollzogen.

## Favoritin des Königs

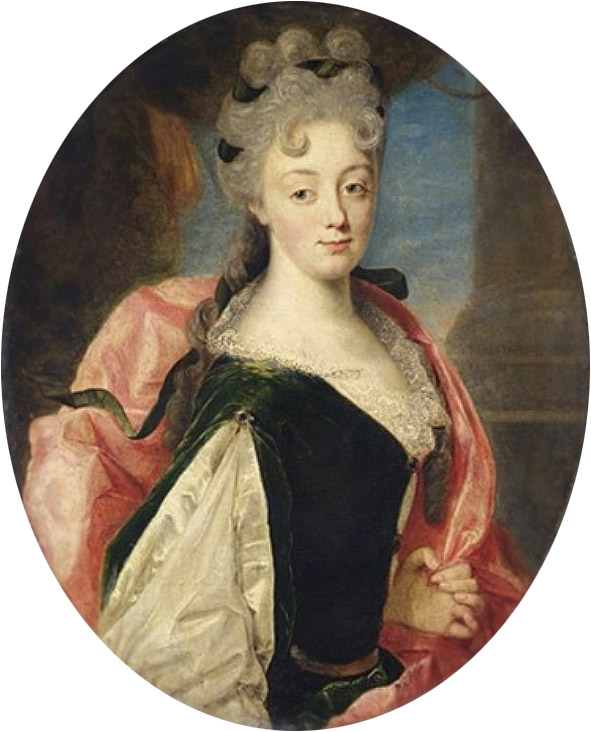
Marie Adélaïde von Savoyen, ca. 1705, 78 × 63 cm, Privatbesitz

Ludwig XIV. lebte durch die kindlichen Späße Marie Adelaides sichtlich auf. Bis zu ihrem Tod war sie der erklärte Liebling des alternden Königs, den sie ständig zu unterhalten und aufzuheitern verstand. Bald konnte Marie Adelaide auch Madame de Maintenon für sich einnehmen, die sie vertraulich als „ma tante“ anredete. Sie genoss in Versailles Freiheiten wie kaum ein anderes Mitglied der königlichen Familie. Der König zog sie sogar seinem Enkel vor. Sie berichtete ihrer Familie häufig brieflich über ihr außerordentlich freundschaftliches Verhältnis zu dem König, über das sich dessen uneheliche, aber legitimierte Töchter ärgerten.
Die Gattin Ludwigs XIV., Marie Thérèse, war bereits 1683 gestorben, und nun war Marie Adelaide trotz ihrer Jugend für den König offiziell die First Lady seines Hofs. Bei repräsentativen Akten durfte sie die Rolle der Königin übernehmen. In Versailles bewohnte sie die Prachtgemächer der verschiedenen Königin, die nach ihrem Geschmack renoviert wurden und im selben Stockwerk wie jene des Königs und der Madame de Maintenon lagen.

## Nachkommen
Marie Adelaide und ihr Gatte, der Herzog von Burgund, nahmen schließlich ein normales Eheleben auf und bekamen drei Söhne:
- Ludwig, 1. Herzog der Bretagne (* 25. Juni 1704, † 13. April 1705)
- Ludwig, 2. Herzog der Bretagne (* 8. Januar 1707, † 8. März 1712)
- Ludwig, Herzog von Anjou (* 15. Februar 1710, † 10. Mai 1774), seit 1715 als Ludwig XV. König von Frankreich.

Ihre Ehe war glücklich und Ludwig XIV. war über die Geburt der Söhne sehr zufrieden, schien doch damit die Nachfolge gesichert.

## Hofintrigen
Marie Adelaide liebte Schmuck und Vergnügungen, nahm an zahlreichen Bällen, Jagden, Spielen und Banketten teil und war oft der Mittelpunkt des von ihr bezauberten Hofes. Sie teilte überhaupt nicht die extrem religiösen Neigungen ihres Gatten und bemerkte einmal zu Ludwig XIV., dass, wenn sie vor ihrem Gemahl stürbe und danach wieder auf die Erde zurückkehren könnte, ihn mit einer Klosterschwester verheiratet fände.

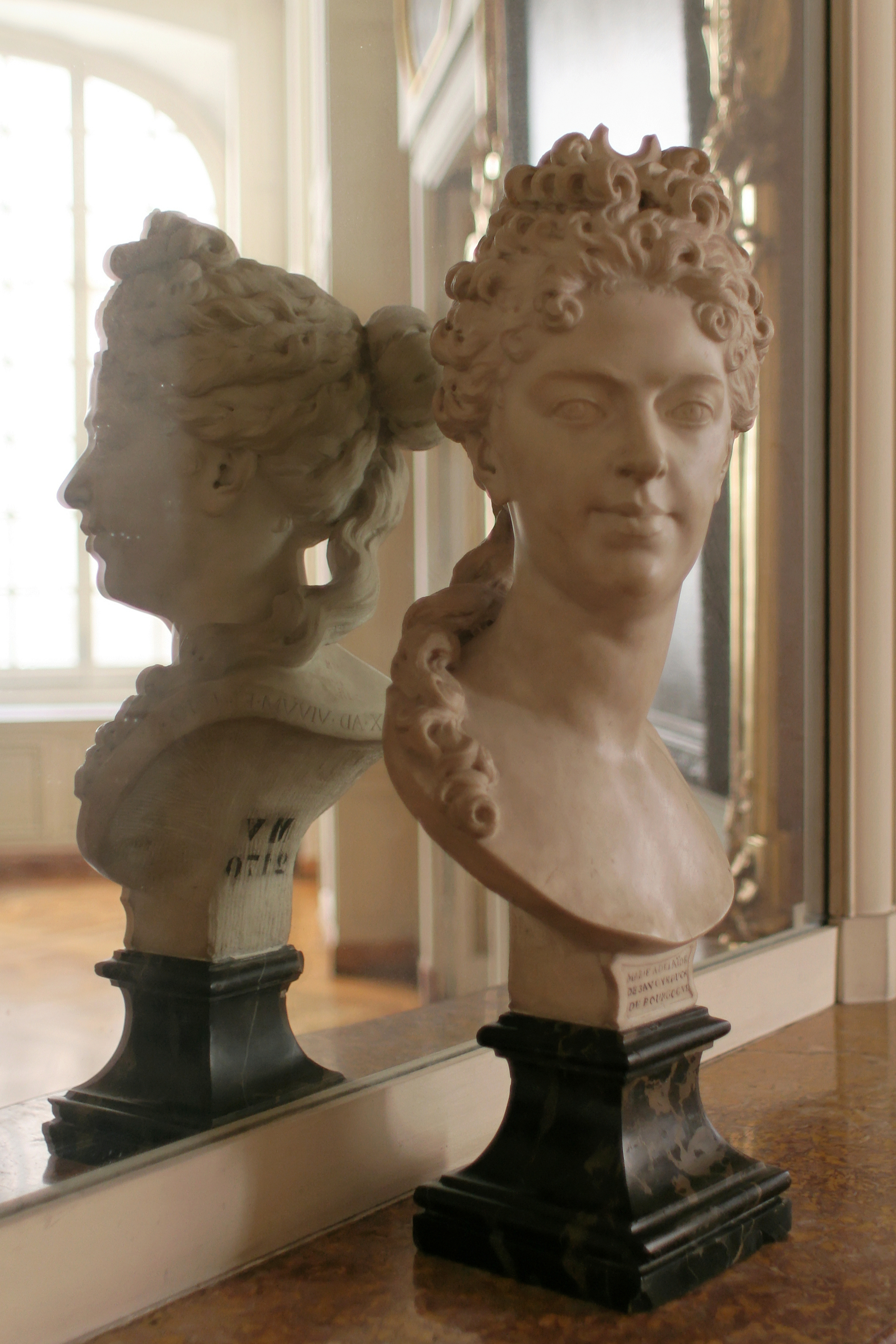
Büste von Marie-Adélaïde de Savoie von Coysevox, 1710. Versailles, Première Antichambre du Dauphin

Sogar auf dem Feld der Politik wagte Marie Adelaide Witze zu reißen und fragte Madame de Maintenon eines Abends in Anwesenheit Ludwigs XIV., warum England unter einer Königin besser regiert werde als unter einem König, und antwortete sich selbst, weil das Land unter einem König von Frauen regiert werde und unter einer Königin von Männern. Damit spottete Marie Adelaide auch über die Ranküne der heimlichen Gattin Ludwigs XIV. Dennoch belustigte sich der König an ihrer etwas spöttischen Bemerkung.
Die junge Herzogin von Burgund suchte durch ihren Einfluss auf Ludwig XIV. ihre politischen Feinde, die sich um ihren Schwiegervater, den präsumptiven Thronfolger, scharten, in Schach zu halten. Ihre größte Gegnerin war die Gräfin Louise Françoise de Bourbon, eine legitimierte Tochter Ludwigs XIV. von dessen ehemaliger Mätresse Madame de Montespan. Die Gräfin von Bourbon versuchte, ihre Tochter Louise Élisabeth de Bourbon mit dem Herzog Charles de Berry, dem jüngsten Sohn des Grand Dauphin, zu verheiraten, der aber auf Betreiben Marie Adelaides vielmehr 1710 Gatte von Marie Louise Élisabeth d’Orléans  wurde, der ältesten Tochter von Philipp II. von Orléans, dem Neffen des Königs und späteren Regenten. Durch Marie Adelaides Einfluss fiel auch der französische Feldherr Louis Joseph, Herzog von Vendôme in Ungnade.
Marie Adelaide nahm oft an politischen Beratungen teil und war in viele bedeutende Staatsgeheimnisse und Beschlüsse eingeweiht. Laut dem französischen Historiker Charles Pinot Duclos soll sie ihr Wissen missbraucht haben, indem sie ihrem Vater alle für ihn interessanten Informationen mitteilte. Dies sei nach ihrem Tod aufgrund der Durchsicht ihrer Briefe ans Tageslicht gekommen. Dementsprechend soll Ludwig XIV. gegenüber Madame de Maintenon geäußert haben, dass ihn das „kleine Frauenzimmer“ getäuscht habe.
Der französische Bildhauer Antoine Coysevox verfertigte 1710 eine Statue von Marie Adelaide, die sie als Göttin Diana darstellte und im Louvre aufbewahrt wurde.

## Tod und Nachfolgeregelung

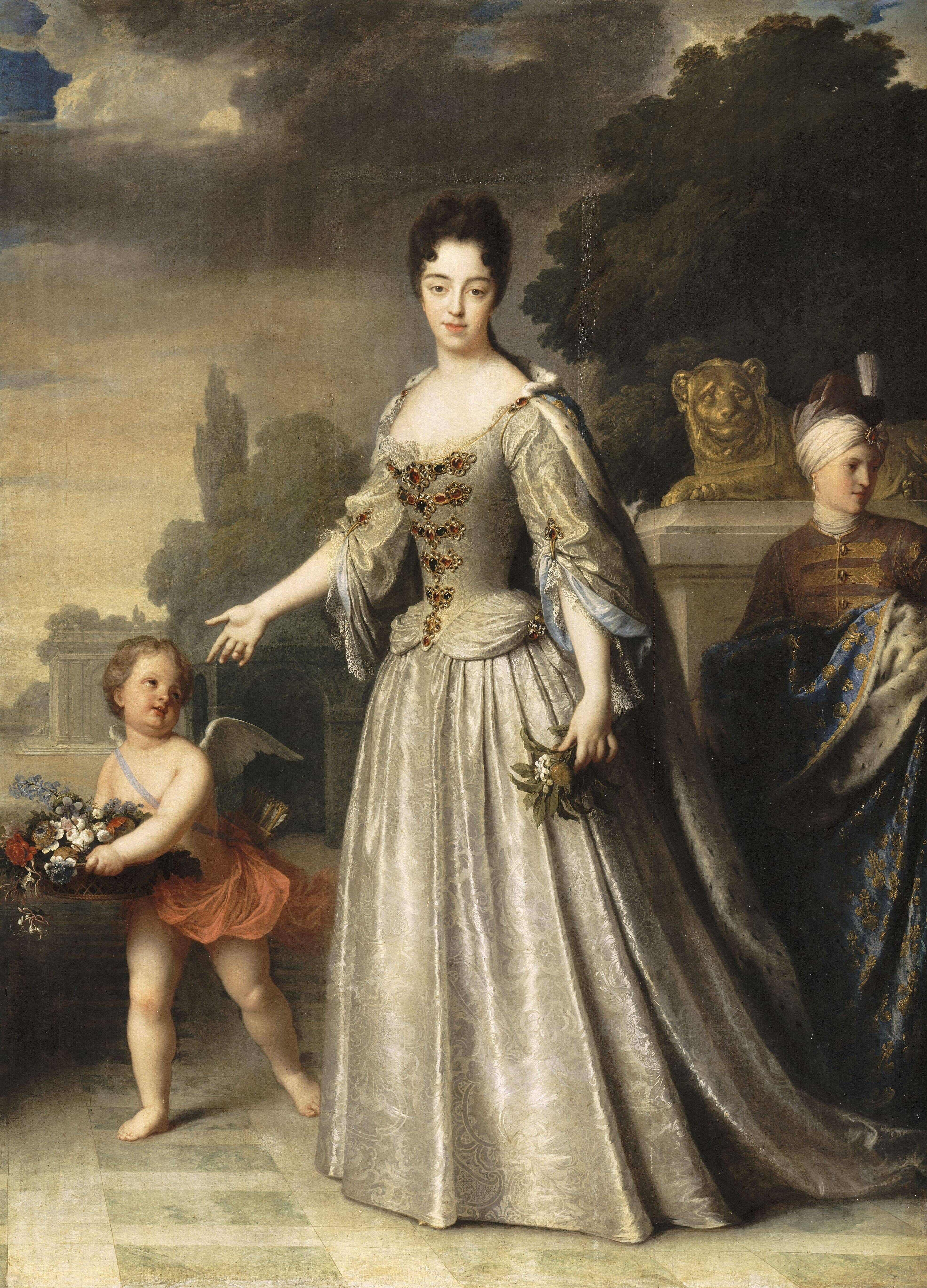
Porträt der Marie Adélaïde von Savoyen von Jean-Baptiste Santerre, 1709, Schloss Versailles

Als der bisherige Thronfolger, der Grand Dauphin, am 14. April 1711 an den Windpocken starb, rückte sein Sohn, der 29-jährige Herzog von Burgund, zum Kronprinzen und dessen Gemahlin Marie Adelaide zur Dauphine auf, eine Stellung, die sie nur zehn Monate innehaben sollte. Denn 1712 brach eine Masernepidemie aus, und sowohl der Herzog als auch die Herzogin von Burgund erlagen dieser Krankheit, ebenso ihr ältester noch lebender Sohn, der fünfjährige Herzog der Bretagne. Marie Adelaide erkrankte im Schloss Fontainebleau, wo der Hof gerade Station machte, und starb am 12. Februar 1712 in Versailles. Kurz vor ihrem Ableben soll die erst 26-jährige Dauphine, auf ihre Vergänglichkeit, auch im Gedächtnis des Versailler Hofes, anspielend, zur Herzogin von Guise gesagt haben: „Auf Wiedersehen, schöne Herzogin. Heute Dauphine, morgen nichts, übermorgen vergessen.“ Ihr sie innig liebender Gatte, der sich bei ihr angesteckt hatte, starb nur sechs Tage später, am 18. Februar, in Marly-le-Roi. Marie Adelaide wurde am 23. Februar gemeinsam mit ihrem Gatten in der Basilika Saint-Denis beigesetzt. Der kleine Herzog der Bretagne starb am 8. März 1712.
Vielleicht wurden alle drei Todesfälle durch die von übereifrigen Ärzten angeordneten, anscheinend zu heftig durchgeführten Aderlässe verursacht. Nur der jüngste Sohn Marie Adelaides, der kleine Herzog von Anjou, überlebte, weil seine Gouvernante, Madame de Ventadour, ihn der tödlichen Fürsorge der Ärzte entzog. Für Ludwig XIV. waren diese innerhalb so kurzer Zeit erfolgten familiären Todesfälle eine Tragödie. Besonders trauerte er um die verstorbene Dauphine und teilte seinen Kummer auch brieflich König Philipp V. von Spanien mit.
Da bis auf den erst zweijährigen Herzog von Anjou alle legitimen Erben Ludwigs XIV. verstorben waren, erhob der alte König seine illegitimen Söhne 1714 in den Rang der Prinzen von Geblüt und stellte ihnen nach einem eventuellen Tod des Herzogs von Anjou sogar die Thronfolge in Aussicht. Dieser Fall trat allerdings nie ein, da aus dem Herzog von Anjou 1715 König Ludwig XV. von Frankreich wurde, für den der verstorbene Monarch seinen Neffen, Philipp II. von Orléans, zum Regenten bestimmt hatte.